# Z-008
Z-008 — серія гвинтівок виробництва приватної української компанії Zbroyar.
Базовими моделями серії Zbroyar Z-008 вважаються Tactical, Tactical Pro, Hunting, Hunting Pro, Varmint, Benchrest, але що особливо цікаво, практично кожна гвинтівка, що випускається компанією, зроблена на замовлення, з тими змінами у конструкції, яких вимагає клієнт.

## Особливості будови
Основою гвинтівок сімейства Zbroyar Z-008 є затворна група Z-008, розроблена Костянтином Конєвим, творцем білоруської снайперської гвинтівки СВК (ВК-003). Всі елементи затворної групи виконуються з високою точністю з припустимою похибкою в 0,0003 дюйма. Повздовжно-ковзний затвор замикає канал ствола на 6 бойових упорів, розташованих парно. Ствольна коробка гвинтівки створена так, щоб досягти максимальної жорсткості конструкції, виготовлена з нержавіючої сталі, що попередньо пройшла термічну обробку. Ствол для своїх гвинтівок компанія «Зброяр» виготовляє із заготовок з нержавіючої сталі, що поставляються компаніями Lothar Walther або Shilen. Зазвичай на стволі встановлюється дуловий компенсатор, який сідає на різьбу, на його місці може бути встановлений прилад безшумної стрільби. Кріпиться ствол у ствольній коробці консольно, фіксуючись різьбою, при цьому сама різьба не відчуває навантажень на собі, все навантаження приймають циліндричні ділянки дула до і після різьби.
Незважаючи на те що ствол встановлюється в ствольній коробці досить просто, замінити його без спеціальних інструментів і відповідних навичок проблематично. Ствольна коробка розміщується у полімерній ложі, яка може бути найрізноманітнішої форми залежно від моделі гвинтівки та особистих побажань замовника зброї. Спусковий механізм на всіх моделях гвинтівок сімейства Zbroyar Z-008 дозволяє регулювати зусилля спуску. Гвинтівки компанії «Зброяр» серії Z-008 можуть бути однозарядними або п'ятизарядними, в останніх використовуються відокремлені коробчасті магазини виробництва компанії Accuracy International. Штатних оптичних прицілів у гвинтівок немає, вони підбираються вже самим власником і встановлюються на планку кріплення типу «Пікатінні», прикріплену у верхній частині ствольної коробки, відкриті прицільні пристосування так само можуть бути відсутні.

## Модифікації

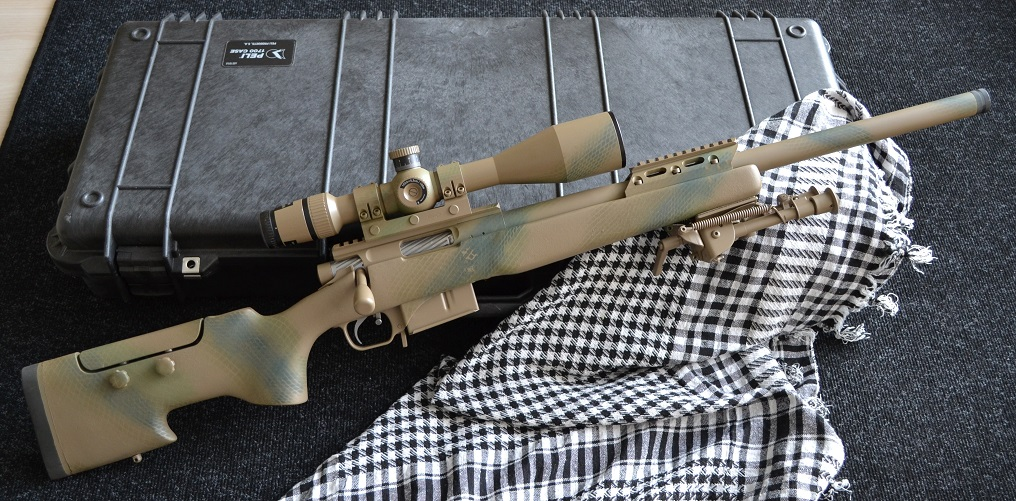
Z-008, 2010 рік

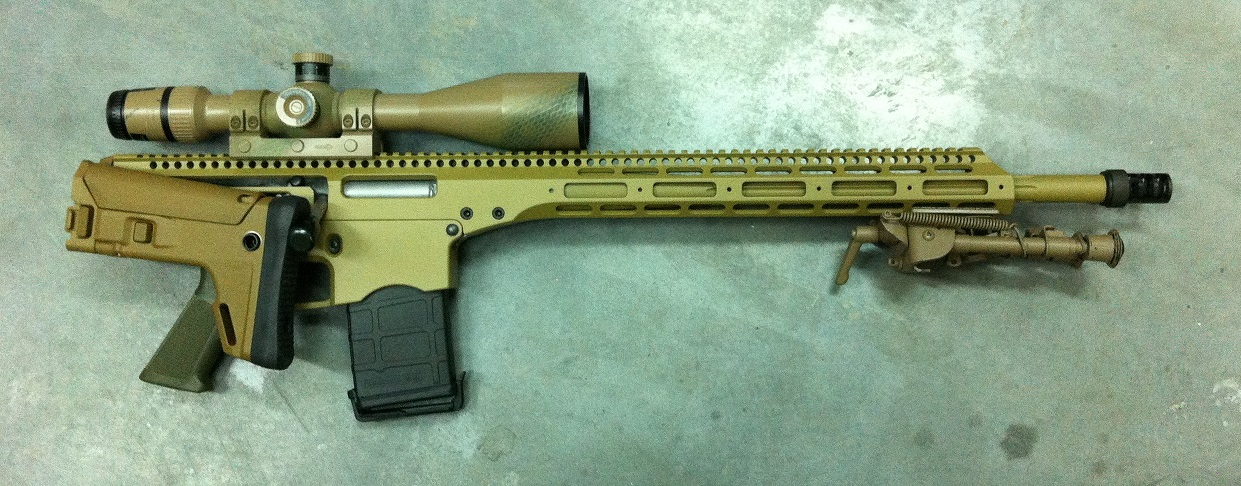
Z-008 Gen II

### Tactical
Модифікація Z-008 Tactical представлена найширшим спектром боєприпасів, що використовуються в ній: 22-250, .223 Rem, .223 WSSM, .243, 6.5×47, 7SAUM, 7WSM, .308, .300 WSM, 6.5-284, 6.5×55, .300 WM, .338 LM, .443. Гвинтівка має регульований за довжиною та за висотою гребеня приклад, причому затильник не тільки висувається з приклада зброї, але й може змінювати кут повороту.
Ударно-спусковий механізм регулюється по зусиллю натиснення на спуск в межах від 0.068-1.8 кілограма, так само він може бути відрегульований за довжиною вільного ходу. Живиться гвинтівка з окремого коробчатого магазина ємністю у п'ять набоїв. Гарантована виробником купчастість для даної моделі гвинтівки 0,5 MOA.

### Tactical Pro
Попри схожість назви з модифікацією Tactical має істотні відмінності, в першу чергу, зовнішні. Як і попередня модель гвинтівки Z-008, Tactical Pro пропонується різні боєприпаси (.22-250, .223 Rem, .223 WSSM, .243, 6.5×47, 7SAUM, 7WSM, .308 Win, .300 WSM, 6.5-284, 6.5×55, .300 WM, .338 LM, .443).
Як ложа тут застосована дюралева шина, приклад зброї може бути складаним. Легкосплавна цівка забезпечує добре охолодження ствола зброї. Є можливість встановити складані сошки, що значно збільшує точність стрільби з гвинтівки. Ударно-спусковий механізм аналогічний моделі Z-008 Tactical. Відкритих прицільних пристосувань гвинтівка не має, проте може вмістити 8 планок типу «Пікатінні».

### Hunting
Мисливський варіант гвинтівки Z-008 Hunting відрізняється крім високої купчастості стрільби ще й зовсім незначною вагою, дана модель чудово підходить для тих ситуацій, коли потрібно пройти не один десяток кілометрів пішки.
Представлена дана гвинтівка в калібрах .223 Rem, .300 WSM, .308, .30-06, .300 WM. Виробник спробував максимально зменшити довжину зброї, але рівно на стільки, щоб це не позначалося на купчастості стрільби з гвинтівки. Дана гвинтівка може мати як відкриті прицільні пристосування, так і тільки посадкове місце для оптичного прицілу у вигляді планки «Пікатінні».
Ударно-спусковий механізм зброї може регулюватися по зусиллю натиснення на спуск. Живиться Z-008 Hunting від з'ємних коробчастих магазинів ємністю в 5 патронів. Точність даної гвинтівки трохи нижча, ніж у двох попередніх моделей, але купність становить 1 МОА.
На гвинтівку так само можна встановити з'ємні сошки, що регулюються за висотою. Вага зброї разом з патронами дорівнює 2,9 кілограма.

### Hunting Pro
Модель є покращеним варіантом гвинтівки Hunting, вона представлена великим спектром боєприпасів (.223 Rem, .223 WSSM, .243, 6.5x47, .308, .300 WSM, 6.5-284, .30-06, .300 WM) і має покращені показники по купчастості стрільби. Ударно-спусковий механізм даної моделі може регулюватися по зусиллю натиснення в межах від 0,1 до 1,8 кілограма. Гвинтівка може комплектуватися двома типами прикладів в залежності від того, який тип боєприпасів в ній використовується. На жаль, в обох варіантах приклади не регулюються по висоті гребеня, що в принципі не критично для мисливської зброї, а от відсутність регулювання по довжині приклада може багатьох засмутити. Показник купчастості стрільби для даної моделі гвинтівки дорівнює 0,75 МОА, при цьому дещо збільшилася вага зброї — до 3,3 кілограма.

### Varmint
Спортивно-мисливська модифікація гвинтівки Z-008 Varmint чотиризарядна, представлена наступними калібрами: .22-250, .243 Win, 6.5x47, .270 WSM, 7SAUM, 7WSM, .308 Win, .300 WSM, 6.5-284, 6.5x55, .300 WM,. 338LM. За своїми параметрами дана гвинтівка аналогічна моделі Z-008 Tactical, проте в ній використаний інший приклад, ствол важчий (порівняно з Z-008 Tactical під однакові боєприпаси). Як правило, на гвинтівку відразу встановлюють щоку, що регулюється по висоті. Ударно-спусковий механізм має можливість регулювання по зусиллю натиснення на спуск, а показники купчастості даної моделі складають 1/3 МОА, що робить її однією з найбільш точних гвинтівок, доступних на цивільному ринку зброї. Відкритих прицільних пристосувань дана модель не має, так само в її комплекті немає оптичного прицілу, він підбирається окремо і встановлюється на планку кріплення типу «Пікатінні».

### Benchrest
Спортивна гвинтівка Z-008 Benchrest зовні мало чим відрізняється від Z-008 Varmint, але це тільки зовнішня схожість. Дана модель особливо подобається любителям релоадінгу, оскільки її конструкція передбачає всі нестандартні ситуації, якими можуть закінчуватися експерименти з боєприпасами (розрив гільзи та інші). Представлена дана модель, так само як і попередні, найширшим вибором боєприпасів — .22 PPC, 6PPC, .223 WSSM, 6.5-284, 7SAUM, .338 LM, .408 CheyTac. Гвинтівка однозарядна, що в першу чергу обумовлено використанням в ній нестандартних боєприпасів. Ложа гвинтівки виконана з багатошарового дерева і не піддається впливу високих температур. Відкритих прицільних пристосувань гвинтівка не має, оптичний приціл встановлюється на планку типу «Пікатінні», вага гвинтівки може бути в діапазоні від 6,9 до 8 кілограм.